# Autokefaliczny Prawosławny Kościół Albanii
Albański Kościół Prawosławny, oficjalnie Autokefaliczny Prawosławny Kościół Albanii (alb. Kisha Ortodokse Autoqefale e Shqipërisë) — autokefaliczny kościół prawosławny, działający na terytorium Albanii.

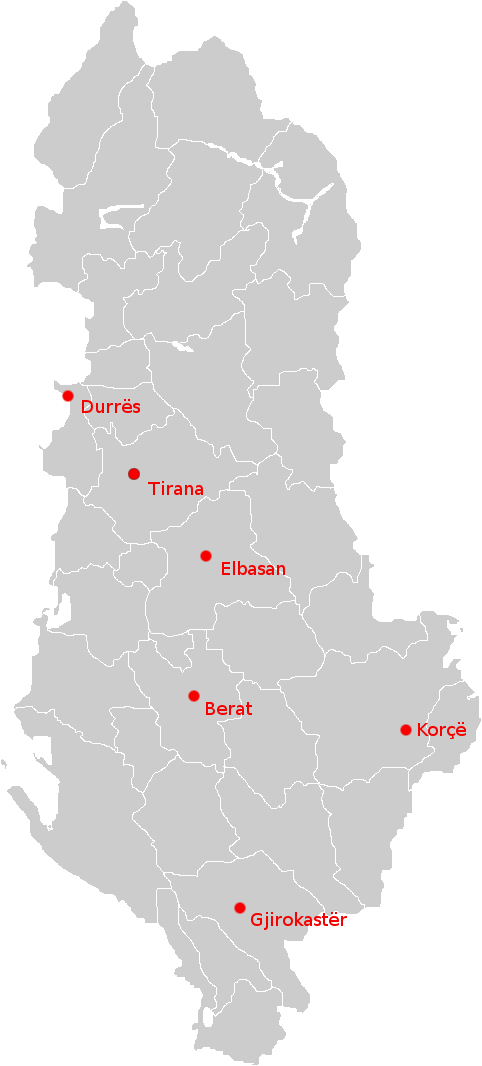
Siedziby albańskich biskupów prawosławnych

## Historia
Pierwsze gminy chrześcijańskie na obszarze dzisiejszej Albanii powstały w III w. W wyniku wielkiej schizmy wschodniej linia podziału chrześcijaństwa przecięła terytorium Albanii. W północnej części kraju dominowali wyznawcy katolicyzmu, a w południowej – prawosławia. Wyznawcy prawosławia w Albanii do 1767 podlegali Arcybiskupstwu Ochrydzkiemu, a po jego likwidacji trafili pod bezpośrednie zwierzchnictwo Konstantynopola.
Do 1922 Kościół prawosławny na obszarze dzisiejszej Albanii był zdominowany przez duchownych greckich, uznających Albańczyków wyznania prawosławnego za Greków. W 1908 albańscy wyznawcy prawosławia, mieszkający w Bostonie, jako pierwsi podjęli działania na rzecz niezależności od działającego w USA kościoła greckiego. Na czele Albańskiego Autokefalicznego Kościoła Prawosławnego w Ameryce stanął Fan Noli. 22 marca 1908 Fan Noli odprawił po raz pierwszy liturgię w języku albańskim w Knights of Honour Hall w Bostonie.
12 września 1922 na synodzie w Beracie albańscy duchowni i świeccy podjęli samowolnie decyzję o proklamowaniu autokefalii Kościoła prawosławnego w Albanii. 21 listopada 1923 został wyświęcony na metropolitę Durrësu i stanął na czele Kościoła. Święty Synod Kościoła ukonstytuował się w 1929, a na jego czele stanął Wissarion (Xhuvani). Decyzje synodu berackiego nie zostały uznane przez Konstantynopol ani przez inne kościoły autokefaliczne. Dopiero w 1937 po kilkunastu latach starań, Patriarcha Ekumeniczny Konstantynopola zgodził się podnieść Kościół prawosławny w Albanii do rangi autokefalicznego. W czasie II wojny światowej włoskie władze okupacyjne wspierały Kościół katolicki kosztem prawosławnego, który znalazł się w głębokim kryzysie finansowym.
Po zakończeniu II wojny światowej Kościół prawosławny znalazł się w sytuacji uprzywilejowanej względem innych wyznań. Sprzyjały temu kontakty hierarchii duchownej z kierownictwem albańskiej partii komunistycznej. Status Kościoła określono na mocy ustawy z 1950. Sytuacja uległa radykalnej zmianie w latach 60. W 1967 Albania stała się państwem ateistycznym, co oznaczało likwidację wszystkich działających w tym kraju struktur religijnych. Większość duchownych znalazła się w więzieniach i obozach pracy, część podjęła pracę w kołchozach. W 1973 zmarł ostatni żyjący biskup albański, Damian (Kokoneshi). Zniszczono większość działających cerkwi, a zabrane z nich ikony trafiły do muzeów.
Odradzający się w 1991 Albański Kościół Prawosławny nie mógł zachować pełnej autokefalii z uwagi na brak osób, które zgodnie z prawem kanonicznym mogłyby pokierować wspólnotą. W tej sytuacji inicjatywę przejął Patriarcha Ekumeniczny, który skierował do Albanii duchownego greckiego, biskupa Anastazego (Jannulatosa), który zajął się odbudową struktur kościelnych. Działania Anastazego, aby odtworzyć struktury kościelne przy pomocy duchownych greckich, były blokowane przez władze albańskie do 1997. Po rewolucji piramidowej przywrócono trzech duchownych na wakujące stanowiska metropolitów (Beratu, Korczy i Gjirokastry). W 1998 uformował się Święty Synod, w skład którego weszli abp Anastasios, metropolita diecezji berackiej Ignati, metropolita diecezji korczańskiej Joani, biskup Apollonii Kozmai oraz sekretarz generalny Synodu, protoprezbiter Jani Trebicka.
Od 1992 Kościół dysponuje seminarium w Durrës, kształcącym duchownych pracujących w Albanii, a także dwiema szkołami średnimi (Gjirokaster i Sukth). Wspólnota wydaje miesięcznik „Ngjallja” (Zmartwychwstanie).
W 2012 zakończono odbudowę zniszczonej w czasach komunistycznych głównej katedry Kościoła – soboru Zmartwychwstania Pańskiego w Tiranie, a 1 czerwca 2014 dokonano panprawosławnego (z udziałem 8 zwierzchników autokefalicznych Cerkwi, w tym metropolity Sawy) poświęcenia świątyni.
Na posiedzeniu synodu 11–12 kwietnia 2016 zreorganizowano podział Kościoła, tworząc 3 nowe metropolie.

## Podział administracyjny
Albański Kościół Prawosławny dzieli się na 7 metropolii:
- Metropolia Tirany
- Metropolia Amantii (utworzona w 2016)
- Metropolia Apollonii i Fier (utworzona w 2016)
- Metropolia Beratu
- Metropolia Elbasanu (utworzona w 2016)
- Metropolia Gjirokastry
- Metropolia Korczy

## Zwierzchnicy Kościoła
- 1929–1936: Wissarion (Xhuvani)
- 1937–1949: Krzysztof (Kisi)
- 1949–1966: Paisjusz (Vodica)
- 1966–1973: Damian (Kokoneshi)
- 1973–1992: vacat
- 1992–2025: Anastazy (Jannulatos)
- 2025- Jan (Pelushi)

## Święty Synod
- Arcybiskup Tirany, Durresu i całej Albanii, przewodniczący Synodu – sede vacante (od 2025)

ordynariusze:
- Metropolita Beratu, Vlory, Kaniny i Myzeqe – Metropolita Asti (Bakallbashi) (od 2024)
- Metropolita Korczy – Metropolita Jan (Pelushi) (od 1998)
- Metropolita Gjirokastry – Metropolita Dymitr (Dikbasanis) (od 2006)
- Metropolita Apollonii i Fieru – Metropolita Mikołaj (Hyka) (od 2006, do 2016 biskup tytularny[1])
- Metropolita Elbasanu – Metropolita Antoni (Merdani) (od 2006, do 2016 biskup tytularny Krui[1])

katedry tytularne:
- Metropolita Nataniel (Stergiu) (od 2012, do 2016 biskup tytularny[1])
- Biskup Anastazy (Mamaj) (od 2024)